# WiMAX
A WiMAX (Worldwide Interoperability for Microwave Access) a WiMAX Forum által 2001-ben került kihirdetésre annak érdekében, hogy támogassák a IEEE 802.16, azaz a WirelessMAN szabvánnyal történő együttműködésének és megfelelőségének folyamatát. A Forum a WiMAX-ot olyan szabványosított technológiaként jellemzi, mely vezetéknélküli alternatívát jelent a kábel- és DSL-alapú internetszolgáltatás részére.

## Fogalmi meghatározások
A "helyhez kötött WiMAX", "mobil WiMAX", "802.16d" és "802.16e" meghatározásokat gyakran helytelenül használják és sokszor összekeverik. A helyes meghatározások a következők:

### 802.16d
Az igazat megvallva, 802.16d sosem létezett önállóan, mint szabvány. Ezt hivatalosan 802.16-2004 hívják, melyet a IEEE 802.16 d. munkacsoport fejlesztett ki. Ezért ezt 802.16d-nek nevezték, de különálló szabvány sosem volt. Ennek ellenére, sokan nevezik ezt 802.16d szabványnak helytelenül.

### 802.16e
Hasonlóan a 802.16d szabványhoz, ez sem szerepelt önálló szabványként. A 802.16e csak egy módosítása 802.16-2004-nek, melynek az eredeti elnevezése 802.16e-2005. Összefoglalva a 802.16e-2005 nem egy szabvány a maga értelmében, mivel csak egy hozzáadott módosítás a már meglévő 802.16-2004-hez.

### Helyhez kötött WiMAX
Ez a kifejezés gyakran használatos olyan rendszerek esetén, melyek a 802.16-2004 ('802.16d') és az OFDM PHY technológiákat alkalmazzák.
A helyhez kötött WiMAX esetén a szolgáltatók nem tudják a mobilitást biztosítani.

### Mobil WiMAX
Ez a kifejezést gyakran használják olyan rendszerek esetén, melyek a 802.16e-2005 és az OFDMA PHY technológiákat alkalmazzák. "Mobil WiMAX" használható mind a helyhez kötött és mind a mobil szolgáltatások esetén.

## Használata
A WiMax sávszélessége és elérhetősége a következőket teszi lehetővé:
- Wi-Fi hotspotokhoz történő csatlakozás
- Széles sávú vezetéknélküli alternatíva a kábel és a DSL részére.
- Nagy sebességű mobil adatátvitel a telekommunikációs szolgáltatásokra (4G)

### Széles sávú hozzáférés
Olyan területeken, ahol nincs megfelelő szélessávú hálózat kiépítve, a WiMAX megjelenhet, mint lehetőség az internet eléréséhez. A WiMAX berendezések elérhetők mind beltéri és kültéri használatra. A kizárólag beltéri egység használata esetében az előfizetőnek lényegesen közelebb kell lennie a WiMax bázisállomáshoz. Ennek következtében a szolgáltatóknak sokkal több bázisállomást kell telepíteni egy adott terület lefedéséhez, ami megnöveli a beruházási költségeket. A beltéri egységek hasonló méretűek, mint egy kábel- vagy DSL modem. Amennyiben az előfizetőnél kültéri berendezéseket is elhelyeznek, úgy sokkal nagyobb távolságban is elérhetővé válik a WiMax szolgáltatás. A WiMax berendezések konfigurálása szakembert igényel. A kültéri egységek mérete sem lényegesen nagyobb, viszont ennek működését összhangba kell hozni a fogadó antennaegységgel.

#### Korlátok
Gyakori félreértés, hogy a WiMAX 70 Mbit/s sebességgel képes az adatátvitelre több, mint 100 km távolságra. Ez mind igaz, de csak egyenként vizsgálva és meghatározott körülmények fennállása esetén, de semmiképp nem egyszerre. A WiMAX némileg hasonlít a DSL-re ebben a tekintetben, ahol a helyzet hasonló. Tehát vagy nagy sávszélességet kapunk rövid távolságon belül, vagy kisebb sávszélességet hosszabb távolságon belül, de semmiképp sem nyújtható a nagy sávszélesség hosszabb távolságokon belül. A másik figyelemreméltó tulajdonsága a WiMAX-nak, hogy a rendelkezésre álló sávszélesség megosztható a felhasználók között egy meghatározott frekvenciában. Amennyiben túl sok aktív felhasználó csatlakozik egy meghatározott frekvenciatartományban, úgy mindenki elosztva kapja meg a rendelkezésre álló sávszélességet.

## Műszaki áttekintés
A WiMAX a IEEE 802.16 vezetéknélküli hálózattal kapcsolatos szabvány együttműködésével foglalkozik, hasonlóan a Wi-Fi-hez, mely a IEEE 802.11 vezetéknélküli szabványt veszi alapul. A WiMAX működésében azonban teljesen eltér a Wi-Fi-től.

### MAC réteg
A Wi-Fi esetén az előfizetők általában az általuk használt Access Point (AP, azaz Hozzáférési Pont) Media Access Control (MAC) címe alapján kerülnek azonosításra a hálózaton. A Wi-Fi használatával elérhetővé válik a VoIP vagy akár már az IPTV szolgáltatás is a Quality of Service (QoS) technológia alkalmazásával.
Az előzőekkel ellentétben a 802.16 MAC programozott algoritmust használ az azonosításhoz, ami lehetővé teszi a bázisállomáshoz való felcsatlakozást. A 802.16 programozott algoritmus lényegesen megbízhatóbb és stabilabb működésű egy esetleges sávszélesség túlterheltség alatt is ellentétben a 802.11-vel. Nevezhetjük sokkal inkább sávszélesség hatékonynak is. A programozott algoritmus használatával a bázisállomások könnyedén ellenőrizhetik az előfizetői állomás részére szükséges QoS paramétereket.

### Fizikai réteg
Eredetileg a WiMAX szabványt (IEEE 802.16) a 10–66 GHz sávszélességben helyezték el. A 802.16a, amit később 2004-ben 802.16-2004 is neveztek (802.16d szabványként is használják) a 2–11 GHz frekvenciatartományba lett besorolva. A 802.16d ("helyhez kötött WiMAX" néven is ismeretes), amiből 2005-ben már 802.16e lett (azaz "mobil WiMAX"), melyek a OFDM technológiával működnek. Ez számos előnyt nyújt a lefedettség, sávszélesség és a frekvencia újrahasznosítás területén. Továbbá teljes mértékben támogatja a mobilitást. A WiMAX termékeket gyártók által kiállított bizonyítvány igazolja, hogy termékeik a 802.16d szabvány szerint készültek, mely biztosítja az együttműködést más hasonló bizonyítvánnyal rendelkező berendezések számára.
A legérdekesebb valószínűleg a 802.16d és 802.16e szabványok, mivel az alacsonyabb frekvencia kevésbé érzékeny a csillapításra vagy jel-zaj viszonyokra, így lényegesen nagyobb és jobb minőségű szolgáltatás nyújtható. Napjainkban számos hálózatban használnak WiMAX bizonyítvánnyal ellátott berendezéseket, melyek a 802.16d szabvánnyal kompatibilisek.
A WiMAX lényegesen fokozottabb titkosítási kódolást használ, mint a Wi-Fi szabvány, lehetővé téve ezzel a nagyobb és gyorsabb sávszélességet. Ez képes kapcsolatot biztosítani a hálózati végpontok között anélkül, hogy közvetlen rálátás lenne közöttük, ami az úgynevezett többsávos technológiának köszönhető, mely a 802.11n szabványon alapul.

### Előnyök a Wi-Fi-vel szemben
- A WiMAX szimmetrikus sávszélességet biztosít hosszabb távolságokra fokozottabb kódolással (TDES or AES) és kisebb zavarral. A Wi-Fi kis hatótávolságú (kb. 10 méter), WEP vagy WPA kódolási technológiát alkalmaz és lényegesen kisebb a zavarvédettsége főként a nagyvárosi területeken, ahol sok felhasználó található.
- Wi-Fi hotspotok találhatók például számos kávézóban, amelyek jellemzően túlterheltek és alacsony feltöltési sebességgel képesek csak biztosítani az internetet.
- Megfelelő körülmények esetén kapcsolatot biztosít a hálózati végpontok között közvetlen rálátás megléte nélkül is. Úgynevezett többsávos jelrendszert alkalmaz, mely a 802.11n szabványon alapul.

### Jelkiosztás
A 802.16 szabvány a rádiófrekvencia széles spektrumát alkalmazza, bár nem mindegyik szabadon felhasználható. Jelenleg nincs általánosan elfogadott frekvenciakiosztás a WiMAX-ra. Az USA-ban a legmagasabb elérhető dedikált tartomány erre a technológiára 2,5 GHz körül van, melyet a Sprint Nextel és a Clearwire Archiválva 2013. augusztus 28-i dátummal a Wayback Machine-ben használ. Más országokban ezt a tartományt 3,5 GHz, 2,3/2,5 GHz, vagy 5 GHz környékén szokták felhasználni. Azonban néhány cég tervezi a WiMAX használatát az 1,7/2,1 GHz dedikált tartományban is az úgynevezett következő generációs vezetéknélküli szolgáltatások kifejlesztésére. Magyarországon a WiMAX egyelőre a 3,5 GHz-es dedikált frekvenciában került kiosztásra, melyet sajnálatos módon a NHH ismét csak meghatározott szolgáltatók körében értékesített, ezzel is szűkítve azt a lehetőséget, hogy a kisebb szolgáltatók is használni tudják erre a célra ezt a frekvenciatartományt, amely a világ számos országában szabadon használható.
Van némi kilátás az USA-ban a 700 MHz tartomány használatára a WiMAX esetén, de ez jelenleg az analóg TV szolgáltatásokra van fenntartva mindaddig, míg a digitális televíziózás körüli szabványosítás nem rendeződik, melynek várható határideje 2009.
Úgy tűnik, hogy számos változat létezik a 802.16 szabvány használhatóságára, attól függően, hogy az állami szabályozások mit engednek engednek meg, annak ellenére, hogy ezek a frekvenciák ugyanazt a célt szolgálják.
A jelenlegi rádiófrekvencia kiosztások eltérőek erre a szolgáltatásra. Jellemzően az 5 MHz vagy 7 MHz tartományban lévő csatornákat jelölik ki erre a célra. Általában minél magasabb egy frekvenciatartomány, annál nagyobb sávszélesség továbbítására használható, mely a WiMAX esetén kívánatos.

## Szabványok
A jelenlegi 802.16, az IEEE Std 802.16e-2005 szabványt 2005 decemberében fogadták el. Ez az IEEE 802.16-2004  szabvány, mely az IEEE 802.16-2001, 802.16c-2002, és 802.16a-2003 szabványok után következett.
IEEE 802.16-2004 (802.16d) szabványt csak helyhez kötött rendszerekhez tervezték, a 802.16e viszont már a mobil rendszerekhez is illeszkedik.

### IEEE 802.16e
Az IEEE 802.16e-2005 (avagy 802.16e vagy mobil WiMAX) további fejlesztéseket tartalmaz meghatározott frekvencia modulációval kapcsolatban. Lehetővé teszi a helyhez kötött vezetéknélküli és a mobil NLOS (Non Line of Sight, azaz látósugár nélküli) alkalmazások elérését az OFDMA (Ortogonális frekvenciaosztásos többszörös hozzáférés) használatával.

### HIPERMAN
A 802.16 szabvány európai megfelelőjének elnevezése HIPERMAN. A WiMAX Forum jelenleg is dolgozik azon, hogy biztosítsa a 802.16 szabvány és a HIPERMAN közötti átjárhatóságot.

### WiBro
A dél-koreai elektronikai és telekommunikációs iparág, melynek két vezető cége a Samsung Electronics és a ETRI saját szabványt alakítottak ki erre a technológiára, amit WiBro elnevezéssel láttak el. 2004 végére, az Intel és az LG Electronics is megegyezett a WiBro és a WiMAX átjárhatóságának fejlesztéséről.
A WiBro fejlesztésére a dél-koreai állam több, mint 1 milliárd dollárt fektetett be. A koreaiak a WiBro technológiában potenciális alternatívát kerestek a helyi és nemzetközi 3,5G vagy 4G mobil rendszerekhez. A jelenlegi szabványosítási folyamatok hiánya miatt viszont a WiBro csatlakozott a WiMAX-hoz és megegyeztek a OFDMA 802.16e szabvány harmonizációjáról.

## Szervezetek

### WiMAX Forum
A WiMAX Forum az egyedüli szervezet a WiMAX termékek együttműködésének és átjárhatóságának fenntartására, melyben meghatározza a konformitás valamint az ehhez kapcsolódó vizsgálatok követelményrendszerét a különböző WiMAX termékeket gyártó társaságoknál. Azon társaságok, amelyek az engedélyt megkapják, termékeiket és marketing anyagaikat jogosultak úgynevezett "WiMAX Forum Certified, vagy WiMAX Forum által hitelesített" jelöléssel ellátni. Azok a beszállítók, akik a termékeiket "WiMAX-ready (WiMAX kész)", "WiMAX-compliant (WiMAX megfelelő)", vagy "pre-WiMAX (WiMAX felkészült)" jellel látják el, azok nem szerezték meg a WiMAX Forum bizonyítványát.

### WiMAX Spectrum Owners Alliance – WiSOA
WiSOA az első olyan globális szervezet, mely a WiMAX frekvenciatartománnyal rendelkező szervezetek tömöríti. WiSOA elsősorban a szabályozásra, üzleti megoldásokra, és a 2,3–2,5 GHz valamint a 3,4–3,5 GHz WiMAX frekvenciatartományra összpontosít. A WiSOA ellátja a tagjait, gyártókat, állami szabályozó szerveket oktatási és információs anyagokkal a WiMAX frekvenciával kapcsolatban, valamint tájékoztat annak használhatóságáról és forradalmasítja a WiMAX-ot, mint széles sávú technológiát.